# バナナ (ゲーム)
『バナナ』は、1986年9月8日にビクター音楽産業。から発売されたファミリーコンピュータ用のパズルゲーム。同社が発売した『モール・モール』と『モール・モール2』をベースにしている。
本項では、『モール・モール』および『モール・モール2』についても解説する。

## 内容
本作の主人公モールは食物を全て集めて妻のキーコとともに扉を目指す内容であり、食物は地震によって地中に埋まっているという設定である。岩を動かす事は出来ず、ハシゴが無ければ上に上がる事が出来ない。従ってこれ以上前に進めない後戻りも出来ないときは詰んでしまう。
本作においては敵も制限時間もないが、1ステップでも間違えると詰んでしまう。残機は3機でゲームオーバーの際にはモール君が「まいった！」と宣告する。面は105面まである。
また、MSXでも同名タイトルの「BANANA　バナナ」があるが、こちらは戦略ACTであり、別物となっている。

## モール・モール
『モール・モール』は、1985年にビクター音楽産業のゲームブランド・クロスメディアソフトより発売されたパズルゲームであり、前年に開催された「5th 原宿音楽祭 '84原宿パソコンソフトコンテスト」で優秀賞を受賞した作品を商品化したものである。
1980年代前半に流行した固定画面パズルゲームの流れを汲む同作は、食いしん坊のモグラ・モールを主人公としており、地面を掘って、地中に埋まった食べ物をすべて食べると次のステージに進むことができる。
モールは一度地中を掘るとはしごを使わない限り上に移動できないことに加え、はしごより上には移動できない。また、モールが岩の下を通過すると岩が落下して道をふさぐ。
ライターの佐々木潤はAkiba PC Hotlineに寄せた記事の中で、同作の画面構成が『ロードランナー』に似ているとしつつも、『ロードランナー』の操作性に慣れていると不思議な気分だったと述べている。佐々木は久々にプレイした時は他の固定画面パズルゲームに慣れきってしまったために1面のクリアにも苦労したと語っており、続編の『モール・モール2』で低難易度の「チルドレンモード」が収録されたのは前作でそのような指摘が寄せられたのかもしれないと推測している。